# Gom

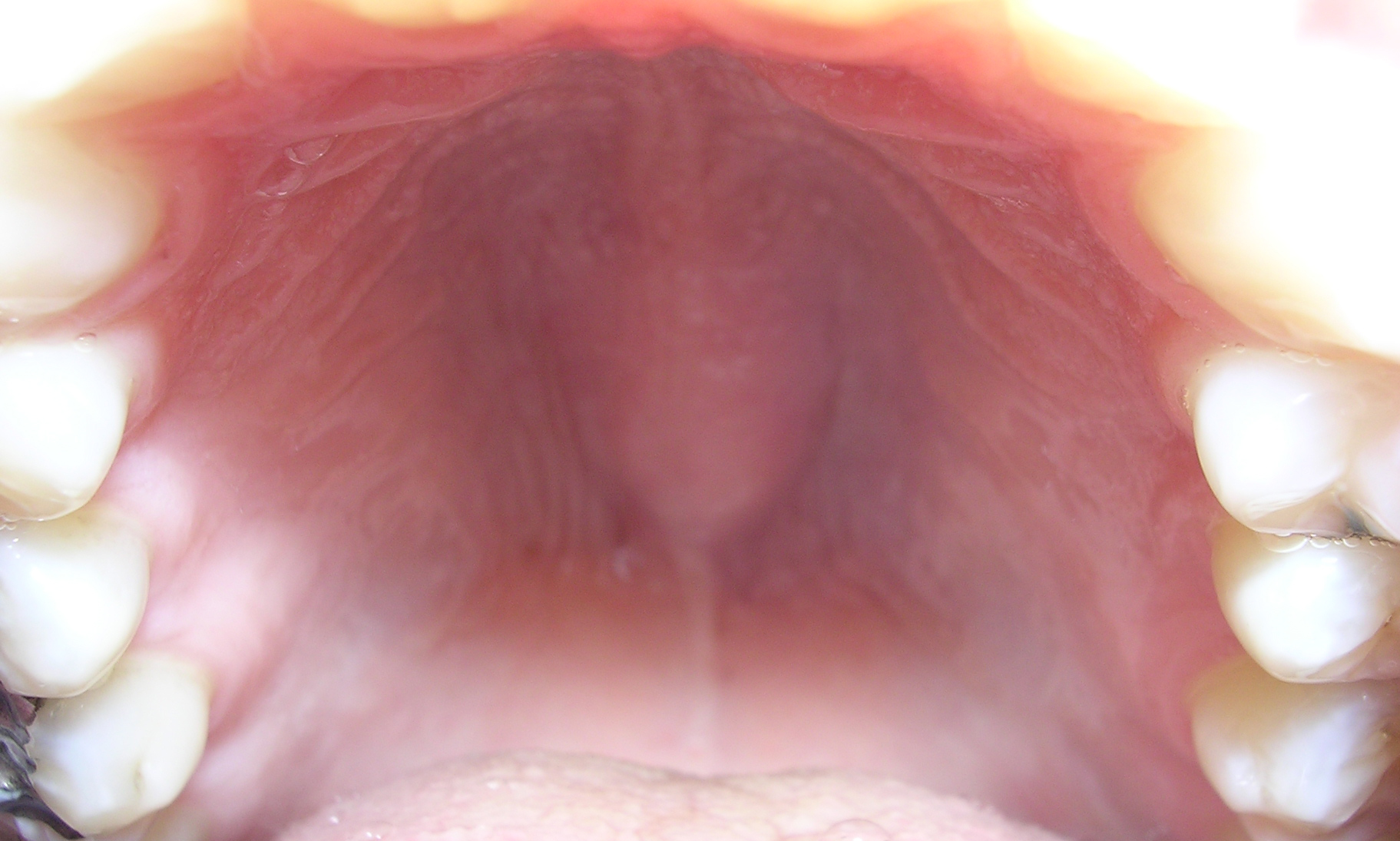
Gommen hos en människa

Gommen eller palatum är munhålans tak hos människor och andra vertebrater. Den avskiljer munhålan från näshålan. Gommen delas upp i två delar, en främre hård bendel kallad hårda gommen (palatum durum) och en bakre muskeldel kallad mjuka gommen eller gomseglet (palatum molle). Gommen är täckt av en slemhinna som i sin främre del hos människan har två till sex räfflor på vardera sidan. En del djur till exempel hästen och hunden har betydligt fler och större räfflor. Överkäksnerven (nervus maxillaris), som är en gren av trigeminusnerven (nervus trigeminus), överför nervsignaler till gommen.